# Kawanishi Aircraft Company
 Công ty Máy bay Kawanishi  (川西航空機)  là một nhà sản xuất máy bay của Nhật Bản trong Thế chiến thứ hai. Công ty ban đầu được thành lập là Xưởng Kĩ thuật Kawanishi vào năm 1920 ở tỉnh Hyōgo là một nhánh của tập đoàn Kawanishi với vốn đã tài trợ của Công ty Hàng không Nakajima. Kawanishi đã chế tạo chiếc máy bay đầu tiên của họ, chiếc máy bay chở thư Kawanishi K-1 vào năm 1921, thành lập một hãng hàng không, Nippon Koku K.K. (Công ty TNHH Hàng không Nhật Bản) vào năm 1923 và thiết kế và chế tạo một số máy bay để sử dụng cho hãng hàng không. Chính phủ Nhật Bản đã buộc họ phải đóng cửa Nippon Koku vào năm 1929, nhưng với các tuyến bay của nó được chuyển giao cho Nippon Koku Yuso K.K. (Công ty TNHH Vận tải Hàng không Nhật Bản) của chính phủ. Kawanishi sau đó tách ra khỏi Xưởng Kĩ thuật Kawanishi và thành lập Kawanishi Kokuki KK vào năm 1928, lấy tất cả tài sản của Xưởng Kĩ thuật Kawanishi. Kawanishi được biết đến nhiều nhất với thủy phi cơ của họ, chẳng hạn như chiếc tàu bay Kawanishi H6K và H8K. Máy bay máy bay chiến đấu trên đất liền N1K-J được chế tạo từ thủy phi cơ chiến đấu Kawanishi N1K1 được coi là một trong những chiếc máy bay chiến đấu tốt nhất cuộc chiến. Sau thất bại của Nhật Bản, công ty được cải thể thành Shin Meiwa Industries (sau này là ShinMaywa), và tiếp tục tạo ra những chiếc tàu bay như PS-1 và US-2.

## Sản phẩm

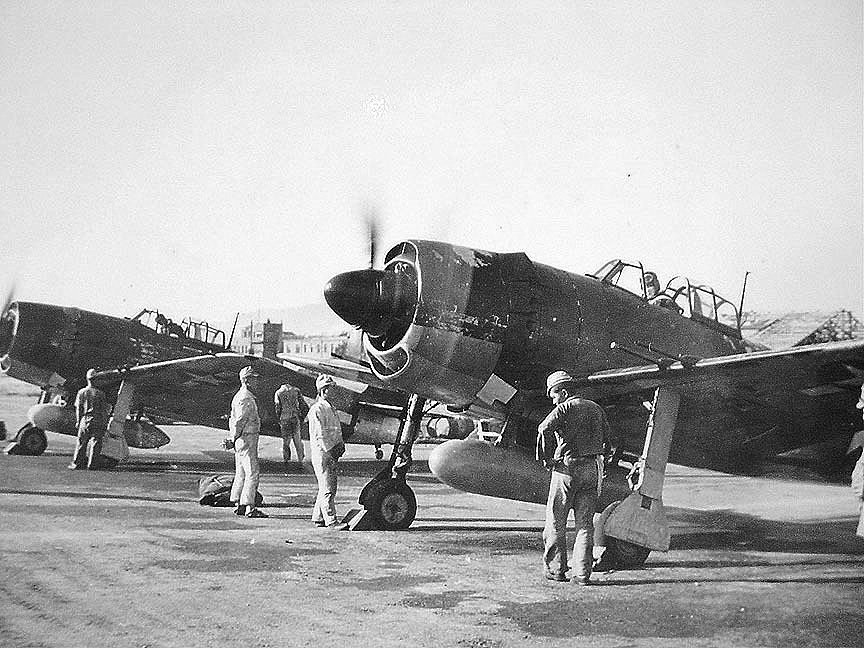
Máy bay Kawanishi N1K đang được nghiên cứu bởi quân Đồng Minh

- Kawanishi E7K Thủy phi cơ trinh sát
- Kawanishi E10K Tàu bay trinh sát, vận tải
- Kawanishi E11K Tàu bay trinh sát
- Kawanishi E15K Shiun Thủy phi cơ trinh sát
- Kawanishi H3K Tàu bay
- Kawanishi H6K Tàu bay
- Kawanishi H8K Tàu bay
- Kawanishi N1K1 Kyofu Thủy phi cơ chiến đấu
  - Kawanishi N1K1-J Shiden Máy bay chiến đấu 
  - Kawanishi N1K2-J Shiden-KAI Máy bay chiến đấu
- Kawanishi K-7 Thủy phi cơ vận tải
- Kawanishi K-8 Thủy phi cơ vận tải
- Kawanishi K-12 Sakura Máy bay tầm xa thử nghiệm
- Kawanishi K-11 Máy bay chiến đấu trên tàu sân bay
- Kawanishi K-200 Tàu bay tầm xa
- Kawanishi Baika Máy bay cảm tử